# Церква Святого Архістратига Михаїла (Балтимор)
Українська Греко-Католицька Церква Святого Архістратига Михаїла — українська католицька церква, розташована у Балтиморі, Меріленд. Парафія належить до  Філадельфійськох архієпархії Філадельфійської митрополії УГКЦ. Церква зведена у неовізантійському стилі.

## Історія

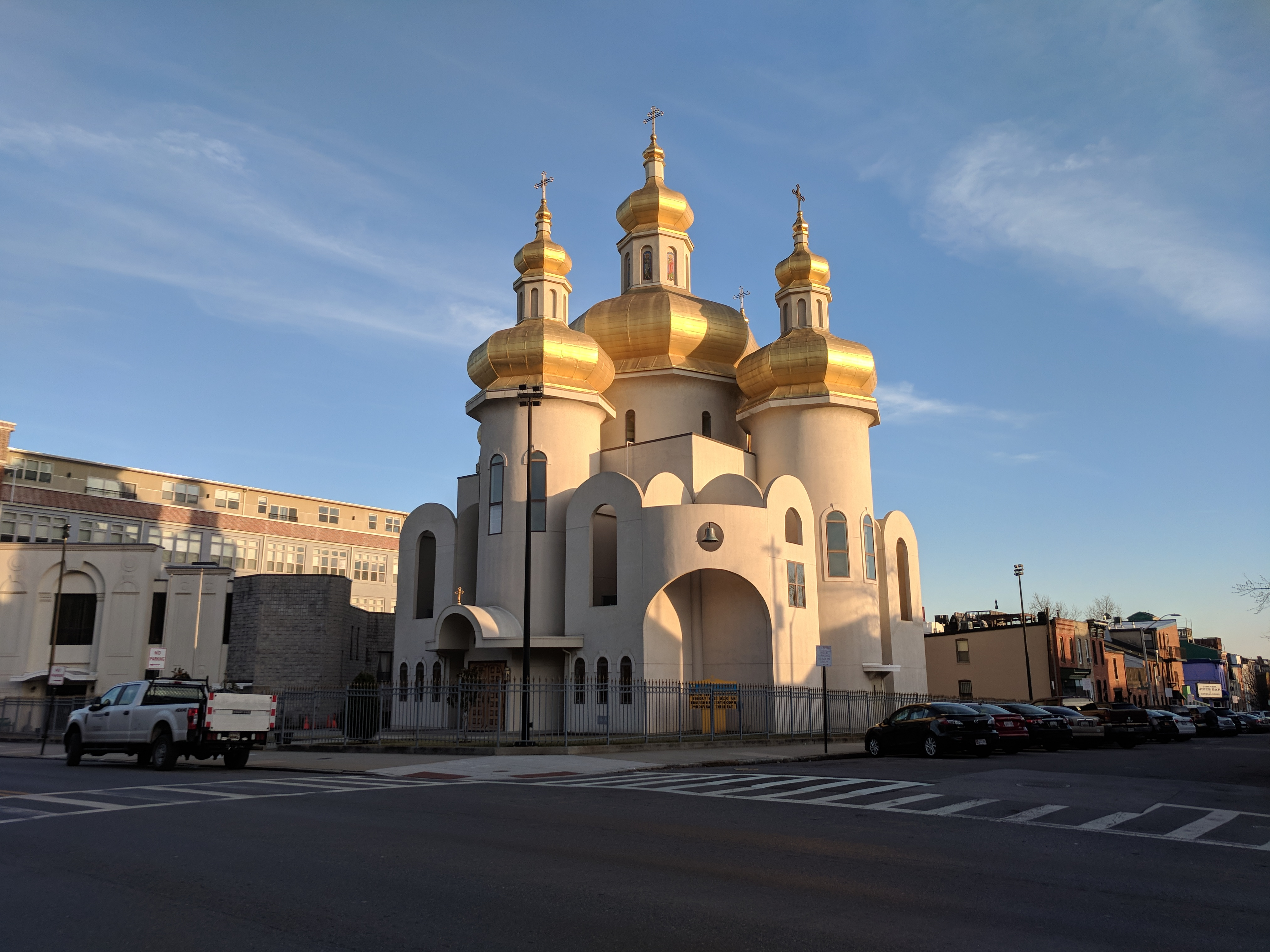

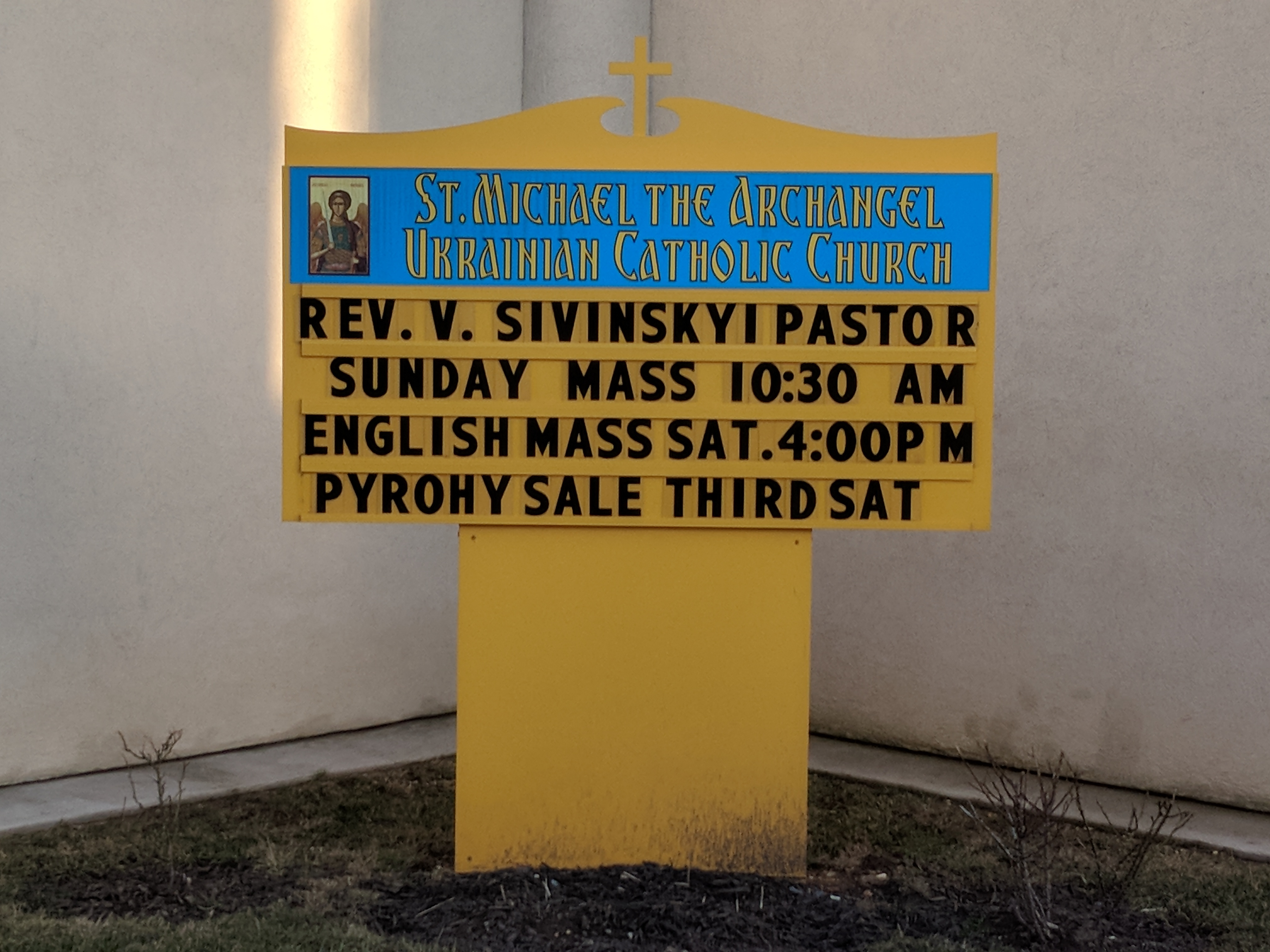

Українці з теренів Західної України почали іммігрувати у Балтимор в 1880-х та з 1890-х років українські католицькі священники їхали з Пенсільванії в Балтимор, щоб служити українській греко-католицькій громаді. 
Парафія Святого Архістратига Михаїла заснована в 1893 році й церква побудована в 1912 році для задоволення потреб української іммігрантської громади у Балтиморі. 
Церковна паства зростала протягом всього XX століття, змушуючи церкву почати шукати прихисток у новій будівлі в 1981 році. Церковна ділянка була освячена в 1984 році, а будівництво парафіяльної церкви завершено до вересня 1988 року. Остаточне будівництво церкви не було завершено до травня 1991 року. 
Церкву освячено у 1991 році, іконостас освячений в червні 1995 року. Розпис інтер'єру завершено з благословення митрополита Стефана Сулика у листопаді 1997 року. Церква змодельована за дизайном з Києва.